# الدين في بوركينا فاسو
الدين في بوركينا فاسو، بوركينا فاسو دولة تقع غرب إفريقيا، الإسلام هو الدين السائد فيها، ومع ذلك فإن مجتمعها متنوع دينيا، ويضم بعض الأقليات العرقية.

## التاريخ

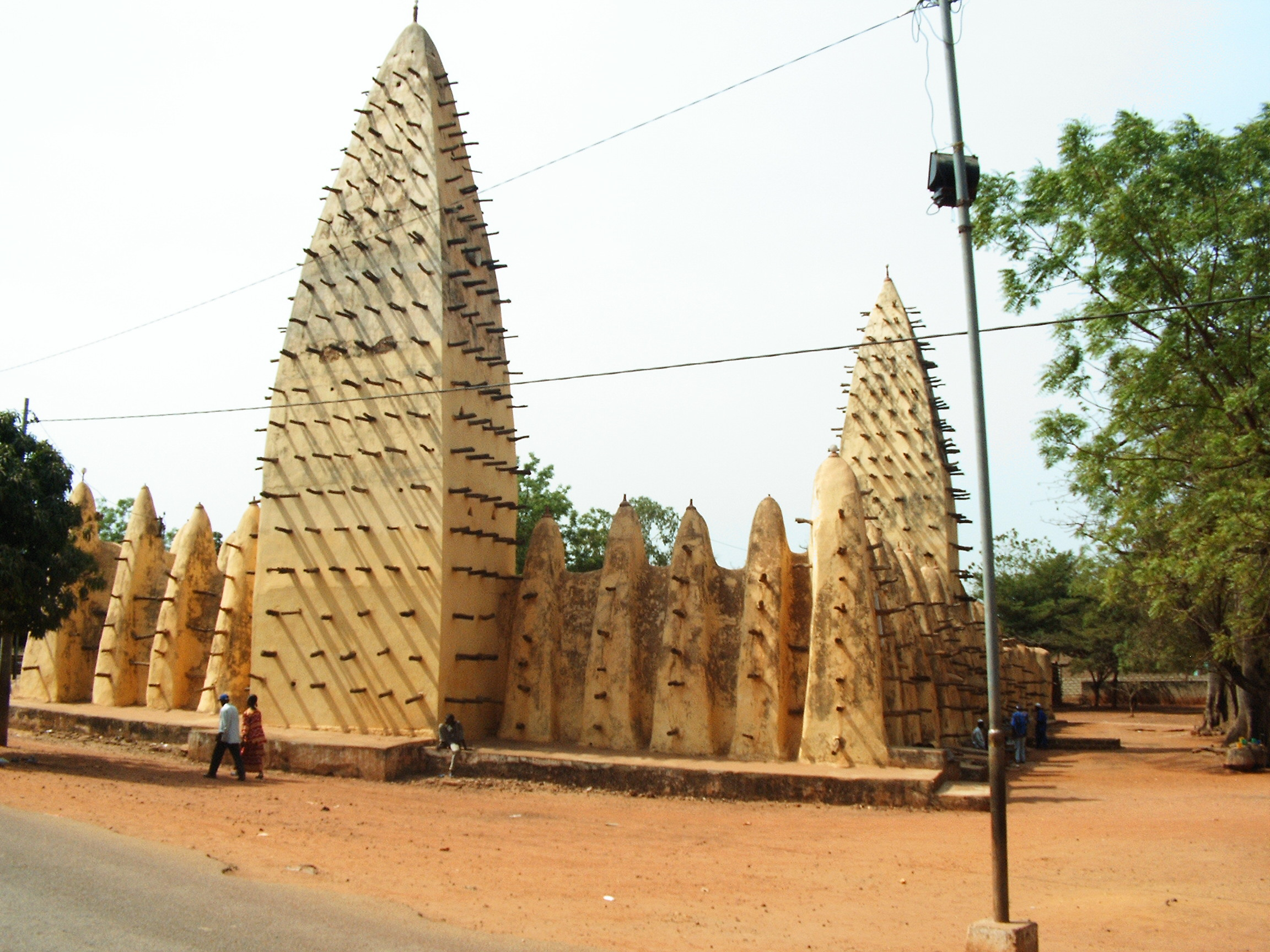
المسجد الكبير في بوبو ديولاسو، بوركينا فاسو

وفقًا لآخر تعداد عام 2019، في الدولة الغالبية من المسلمين:
63.8% من السكان يعتنقون الإسلام
26.3% من السكان يعتنقون المسيحية
9.0% يتبعون الدين التقليدي الأفريقي
0.9% غير منتسبين أو يتبعون ديانات أخرى.
الغالبية العظمى من المسلمين في بوركينا فاسو هم من المسلمين السنة.

## الجغرافيا
يقيم المسلمون حول الحدود الشمالية والشرقية والغربية بينما يعيش المسيحيون في وسط البلاد. يمارس الناس المعتقدات الدينية التقليدية في جميع أنحاء البلاد، وخاصة في المجتمعات الريفية. يعيش غالبية السكان الوثنيين في الجنوب الغربي.
يسكن في العاصمة واغادوغو خليط من المسلمين والمسيحيين، مدينة بوبو ديولاسو ثاني أكبر مدينة في البلاد، معظم سكانها من المسلمين.